# Hà Châu (võ sư)
Võ sư đại lực sĩ Hà Châu (1924-2011) là tên và danh hiệu của một võ sư nổi tiếng tại Việt Nam. Ông nổi danh với trình độ võ công cao thâm đến mức vượt qua nhiều quy tắc vật lý thông thường, chứng minh những khả năng đặc biệt mà người bình thường có thể đạt tới thông qua tập luyện võ thuật. Ông là một trong số ít những cao thủ hàng đầu về ngạnh công trên thế giới và là chưởng môn của môn phái Thiếu Lâm Hồng gia chính tông tại miền Nam Việt Nam.

## Cuộc đời và võ nghiệp

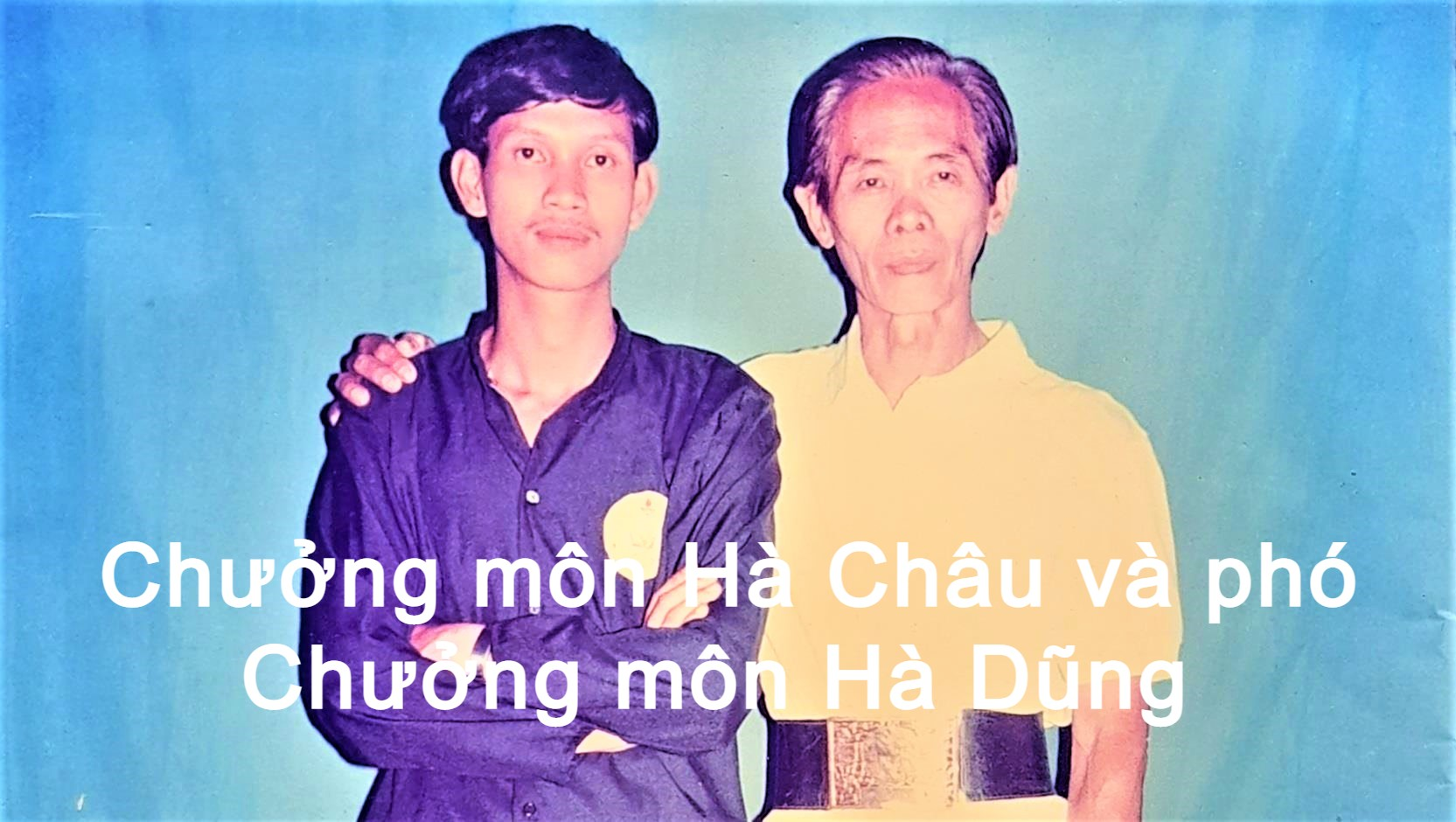
Chưởng môn Hà Châu và phó chưởng môn Hà Dũng.

Ông sinh ngày 19 tháng 8 năm 1924 tại Hồng Kông, trong một gia đình người Hoa có truyền thống võ thuật lâu đời. Từ nhỏ, ông theo cha sang Việt Nam sinh sống ở vùng Ba Xuyên (nay là Sóc Trăng), từ đó ông gắn bó suốt cuộc đời mình với đất nước Việt Nam.
Được cha là Hà Chung khai tâm võ thuật từ lúc lên 5 tuổi, đến khi lên 9 tuổi ông được cha gửi trở lại Hồng Kông theo học Thiếu Lâm Hồng gia phái cùng chưởng môn đương thời là Trình Luân. Tương truyền, đây là môn phái võ thuật xuất phát từ Thiền sư Chí Thiện, một trong những cao đồ của Thiếu Lâm Tự đời Thanh.
Sau 15 năm khổ luyện dưới sự chỉ dạy tận tình của danh sư tại Hồng Kông, ngoài tinh thông các bài quyền và binh khí của môn phái, ông còn đạt đến trình độ thượng thừa về nội công và ngoại công, với những khả năng khó tin về năng lực đặc biệt của con người như dùng tay chẻ đá, xé gỗ, hoặc cho xe lớn cán qua thân thể một cách tự nhiên. Một trong kỹ thuật nổi tiếng nhất của ông là Thiên cân trụy (hay Thiên cân tạ), được xem là một tuyệt kỹ của Thiếu Lâm thất thập nhị huyền công.
Sau khi trở về miền Nam Việt Nam, ông cùng võ sư Minh Cảnh, người từng vô địch quyền Anh ở Đông Nam Á trong thập niên 1950, lập đoàn lưu diễn từ miền Nam tới miền Trung. Võ sư Cảnh đấm bốc, Hà Châu biểu diễn công phu và giao đấu với những con bò khỏe nhất . Trước năm 1957, ông còn nhiều lần biểu diễn công phu thượng thừa tại Nhật Bản, Đài Loan, Hồng Kông, gây kinh ngạc cho những người chứng kiến.
Đầu thập kỷ 1970, ông gần như rút lui khỏi giới võ thuật. Năm 1974, một người bạn của ông là hiệu trưởng trường trung học Tân Dân ở Mỹ Tho đã đưa ông vào làm giám học. Đầu năm 1975, người bạn này cũng đề bạt ông làm hiệu trưởng trường Dân Trí tại Cái Bè.
Tuy nhiên, sau tháng 4 năm 1975, và trong nhiều năm sau đó, ông mai danh ẩn tích, lui về Mỹ Tho sống bằng nghề phay tiện cho Xí nghiệp dệt Hồng Gấm. Những năm sau đó, ông lưu lạc nhiều nơi từ Tiền Giang, Long An, Thành phố Hồ Chí Minh. Năm 1976, ông từng được cấp bằng sáng chế "máy phay biên dạng thoi" đạt kỹ thuật bậc 7/7 khi là công nhân xưởng cơ khí dệt Bến Nghé, Bình Thạnh. Với những kinh nghiệm cũng như tay nghề phay tiên, ông từng chế tạo nhiều dụng cụ hỗ trợ cho luyện tập thể thao và võ thuật, đặc biệt là một dụng cụ tập công phu Thiên cân trụy bằng phương tiện đơn giản dựa trên nguyên lý đòn bẩy rất hiệu quả.
Đầu thập niên 1980, chính quyền Việt Nam cho nới lỏng những hạn chế việc tập luyện võ thuật trong dân chúng với lý do "tàn dư của phong kiến". Một số võ đường được phép thành lập. Nhiều võ sư nổi danh từ trước 1975 bắt đầu các hoạt động quảng bá võ thuật tại nhiều địa phương, trong đó có cả võ sư Hà Châu. Năm 1985, sau 30 ngày biểu diễn ở Thủ Thừa Long An theo lời mời của phòng văn hóa thông tin huyện, võ sư Hà Châu bị buộc phải rời khỏi huyện vì những công phu của ông khiến người ta kinh ngạc, cho rằng không thể có ở người bình thường và theo lời ông kể lại, mọi người đã cho rằng "thầy bùa Hà Châu mang tà giáo vào huyện". Năm 1987, sau 45 ngày huấn luyện cho xã đội An Phú ở Thủ Đức, ông cũng bị buộc phải ra đi theo lệnh khẩn của ông chủ tịch cùng một lý do như ở Long An nói trên.
Năm 1988, ông quay lại An Khánh biểu diễn và gặp lại các học trò cũ. Với sự giúp đỡ của các đệ tử, ông đã ở lại và định cư ở đây cho đến cuối đời. Tuy gặp nhiều khó khăn trong quảng bá võ thuật trong qua biểu diễn những khả năng công phu đặc dị, nhưng ông không nản chí và đã đóng góp nhiều trong việc hình thành Hội võ cổ truyền Thành phố Hồ Chí Minh.
Những năm 1990, ông "mang chuông đi đánh nước người", lưu diễn ở châu Âu với chuyến du hành đến Liên Xô năm 1990 và Ý năm 1991. Trong lần biểu diễn tại Liên Xô, ban tổ chức lo tất cả cưa, ván, búa, đá, gạch thẻ, dừa khô để ông biểu diễn các công phu đặc dị, trong đó có công phu đưa xe lu nặng cán qua người. Nhưng đến giờ chót xe không đưa vào được vì cửa nhà hát quá nhỏ. Tại Ý, võ sư đã có hơn một tháng rưỡi biểu diễn và giảng dạy võ thuật tại thủ đô, và cả miền Bắc, miền Trung nước Ý. Chuyến đi Ý ông được nhận rất nhiều tiền thù lao, nhưng khi về nước tay trắng vẫn hoàn tay trắng, vì những người chịu trách nhiệm giữ hộ tiền cho ông đã "quên gửi lại". Về nước, ông suýt bị chủ nhà cắt hợp đồng cho thuê, nhưng may có học trò của ông là võ sư Đồng Văn Hùng bên Bỉ biết tin đã quay về Việt Nam giúp thầy mua căn nhà mới .
Trong cuốn sách: Sáu Khuôn Mặt Võ Lâm Việt Nam của Nhà xuất bản thành phố Hồ Chí Minh năm 1992. võ sư Hà Châu tâm sự: “Thầy đã đi qua nhiều nơi, mở nhiều võ đường, nhận nhiều môn sinh, thiết tha truyền thụ và đặc biệt có hàng ngàn lá thư của hàng ngàn người khắp nơi trong và ngoài nước gửi về xin được làm đệ tử của ông, nhưng đến nay võ sư Hà Châu vẫn chưa có môn đệ chân truyền, ngoài võ sư Nguyễn Văn Dũng (Hà Dũng là tên do ông đặt), trưởng bộ môn Võ thuật thuộc biên chế Phòng Văn hóa thông tin – Thể dục thể thao huyện Di Linh, tỉnh Lâm Đồng học thành công được công phu Thiết sa chưởng, Thiết thủ công, Thiết kiều công… mà theo ông, võ sư Nguyễn Văn Dũng đạt được kết quả như thế cũng đã đánh đổi biết bao thời gian khổ luyện và cay đắng cùng ông…”. Đến nay võ sư Nguyễn Văn Dũng vẫn đang duy trì huyết mạch của môn phái trên Cao nguyên Di Linh.
Sau 45 năm gắn liền cùng nghiệp võ với hàng trăm lần phô diễn tuyệt đỉnh công phu khiến khán giả phải đứng tim vì hồi hộp, năm 1997 lão võ sư đã làm lễ "rửa tay gác kiếm", quay về đời thường sinh sống bằng nghề rèn binh khí. Ở tuổi 81 ông vẫn luyện tập và lao động cật lực từ sáng tới chiều. Ông cũng chứng tỏ năng lực "văn võ song toàn" của bản thân khi thử sức trên nhiều lĩnh vực như điêu khắc, hội họa, thơ Đường, viết thư pháp với bút lực mạnh mẽ thuộc hàng hiếm có với phong cách thư họa ông từng luyện khi học võ ở Hồng Kông hồi trẻ. Đôi khi ông lại "tái xuất giang hồ", như sự có mặt đầy ấn tượng của ông trong 10 phút của chương trình "Cửu Long hội ngộ", một chương trình biểu diễn võ công và múa rồng quy tụ các võ sư người Việt Nam và nước ngoài diễn ra tại Nhà thi đấu Quân khu 7 Thành phố Hồ Chí Minh tối 17 tháng 9 năm 2006.
Võ sư Hà Châu đã truyền dạy sở học của mình cho rất ít đệ tử, trong đó có cả đệ tử người nước ngoài là Philippe Gaudin, một cao đồ người Pháp, người sau này thành lập website về võ sư Hà Châu và môn phái Thiếu Lâm Hồng gia nhằm tôn vinh ông. Còn ở miền Bắc tại Hà Nội, dưới sự truyền dạy của cố võ sư Tô Tử Quang hay còn gọi là cụ Sú Tàu, đã khiến những đặc thù của Thiếu Lâm Hồng gia như đòn thế ngắn, nhanh, cương mãnh, chặt chẽ, liên tục kết hợp với bộ tấn di chuyển thấp, vững chãi được nhiều người biết đến và theo học. Tuy nhiên, võ sư Hà Châu không mở võ đường vì cho rằng học võ phải chọn đúng người có đức. Ông cũng hiểu rằng, một mai khi ông nằm xuống, mọi công phu tuyệt kỹ của ông sẽ bị chôn vùi, vì các con ông lo mưu sinh không ai nối nghiệp cha và các võ sinh của ông hầu hết đều không có đủ thời gian, điều kiện để khổ luyện. Ông cho rằng mình ít nhiều đắc tội với tiền nhân hậu thế của võ phái vì điều đó và khát khao mong mỏi trước câu hỏi không lời đáp, rằng có ai sau ông sẽ làm được những điều ông đã từng làm.
Võ sư Hà Châu mất ngày 20 tháng 10 năm 2011 tại bệnh viện An Sinh thành phố Hồ Chí Minh sau một thời gian chống chọi với bệnh tật tuổi già, hưởng thọ 87 tuổi.

## Kỳ tích công phu
Người dân Việt Nam ở Cà Mau, Gia Định, Cần Thơ và Gò Vấp đều đã từng nghe danh hay chứng kiến tận mắt năng lực thượng thừa của võ sư Hà Châu, một con người với vóc dáng mảnh khảnh rất Á Đông không hề cao to lừng lững như một đô vật. Rất nhiều lần ông khiến mọi người kinh hãi và thán phục khi để cho những chiếc xe đò chở 40 đến 50 người lăn bánh ngang qua người ông.
Năm 1957, một kỷ niệm buồn với võ sư, trong một hội chợ khi người dân chen chân nhau xem ông thi triển công phu Song mã phanh thây, hai tay ghì chặt dây xích giữ hai chiếc xe tải chạy về hai hướng ngược nhau khiến bánh xe quay tít tại chỗ mà xe không thể nhúc nhích, chiếc cầu Thị Nghè Sài Gòn đã bị sập khiến một số người bị thương và bị chết.
Năm 1958, tại bờ hồ Xuân Hương, Đà Lạt, ông nằm cho 10 chiếc xe khách mỗi xe chở 50 khách lần lượt cán qua người, trong một chương trình nhằm giúp ban tổ chức thu tiền cứu trợ các nạn nhân bị chết do sập cầu Thị Nghè năm 1957.
Năm 1961, tại Trà Vinh võ sư đã biểu diễn công phu cho một xe lu để cán đá làm đường nặng hơn 12 tấn chạy lên người ông khiến mọi người như đứng tim, nín thở vì tưởng có thể ông sẽ bị nghiến nát dưới bánh xe to lớn và cứng như sắt này. Đây cũng là một trong những lần biểu diễn kéo dài 3 phút nguy hiểm nhất của võ sư, mà theo ông thú nhận, ông chỉ còn có thể chịu đựng được khoảng 30 giây nữa trước khi có thể bị xe nghiến "bẹp như tờ giấy". Bởi vì người lái xe ấy, một người Việt gốc Miên, do mất bình tĩnh đã khiến xe bị tắt máy khi đang lăn trên người ông. Dư luận đồn rằng có thể có âm mưu ám sát ông, tuy nhiên, theo lời ông nhận định, đây chẳng qua do anh lái xe đã quá sợ hãi, vì trước khi diễn anh lái xe còn cột càng gạt đất lên và bỏ bớt củi (xe chạy bằng củi) cho xe bớt nặng. Danh hiệu "võ sư đại lực sĩ" gắn với tên tuổi của võ sư Hà Châu có lẽ xuất phát từ lần biểu diễn này.
Vào năm 1962, tại Cà Mau, võ sư Hà Châu đã dùng tay không xiết cổ một con bò mộng hung dữ. Lần biểu diễn tại Cà Mau này, bò mộng phải đi thuê nhưng chủ bò đề ra yêu cầu không được làm bò chết, chỉ giữ cho nó chổng vó lên trời. Tuy nhiên, trong nhiều lần biểu diễn màn bẻ cổ bò tại Cà Mau, Đà Nẵng sau này, đã có lần ông bẻ gãy cổ làm bò bị chết và phải đền cho người chủ.
Sau năm 1975 dân chúng Sài Gòn không còn gặp lại con người có sức lực phi thường huyền thoại này nữa, và ai cũng tưởng vị võ sư đã qua đời (nhưng như đã nói trên, đây là giai đoạn ông về Mỹ Tho sống bằng nghề rèn tiện). Bất ngờ vào năm 1988, nghĩa là mãi 13 năm sau, võ sư Hà Châu lại xuất hiện và lần này con người siêu đẳng ấy lại khiến cho đồng bào thán phục khi ông dùng tay không để đóng những cây đinh dài vào gỗ rồi lại dùng 2 ngón tay kẹp đinh nhổ ra như người ta dùng kìm nhổ đinh vậy. Với công phu Bạt đinh công này, ông đã khẳng định nội công thượng thừa của mình vang dội cả trong Nam lẫn ngoài Bắc.
Tại sân vận động Hàng Đẫy Hà Nội trong thập niên 1990, võ sư Hà Châu đã từng biểu diễn những công phu tuyệt đỉnh, như bay người lên dùng một ngón tay (Nhất dương chỉ) chọc thủng quả dừa khô được tung lên trên không, hay dùng cạnh tay chặt sợi dây buộc vào hai dóng mía dựng hai bên, sợi dây đứt nhưng các dóng mía không hề bị đổ.
Trong một pha biểu diễn về khả năng lạ lùng của thuật khinh công, võ sư Hà Châu đã nằm trên 12 cái siêu bằng đất đồng thời còn cho đặt lên người 150 kg đá tảng. Sau đó một người dùng búa tạ đập cực mạnh lên các đá tảng ấy cho vỡ nát mà các siêu đất ở dưới thân mình ông không bị sứt mẻ gì.
Ngoài ra, võ sư Hà Châu còn nhiều lần dùng cần cổ của mình uốn một thanh sắt dày làm nhiều vòng quanh cổ mà ông không hề hấn gì, hoặc dùng hộp sọ cứng như thép húc vào những bức tường cứng chắc xây dựng toàn bằng xi măng, đá tảng khiến bức tường bị thủng toác một lỗ rất sâu. Sau này, khi đã cận kề tuổi 70, có lúc ông định diễn tiết mục mang tên "Quả bom tấn" tại Câu lạc bộ Phan Đình Phùng: ông nằm dưới đất, phía trên dùng ròng rọc kéo tảng đá nguyên khối nặng 300 kg lên hết độ cao của mái nhà rồi chặt dây thả xuống ngay ngực ông đang vận khí đề công khiến tảng đá vỡ tan. Nhưng trước đó mấy ngày báo chí rùm beng chuyện "đại lực sĩ Hà Châu bị bỏ bom", xét thấy quá nguy hiểm, những người có trách nhiệm đã không đồng ý cho ông biểu diễn tiết mục này.
Gần đây nhất, khán giả Thành phố Hồ Chí Minh lại tận mắt chứng kiến phong độ xứng danh kỳ nhân thiên hạ của võ sư Hà Châu ở tuổi 82 (ngày 17 tháng 9 năm 2006) khi ông biểu diễn công phu Thiết đầu công, dùng đầu phá tan ba viên gạch và chặt gãy chân ghế trong chương trình "Cửu long hội ngộ" do nhạc sĩ Hoài An cũng là người hâm mộ võ thuật đứng ra tổ chức với sự tài trợ của công ty Việt Nam game online tại sân vận động thể dục thể thao quân khu 7 của quân đội tại thành phố Hồ Chí Minh.

## Những câu nói đáng chú ý
- Tôi không thích thượng đài với những võ đài tự do không có các quy chế thể thao như hồi những năm trước, thập niên 70. Tôi thích biểu diễn hơn: Thực tế võ sư ít thượng đài nhưng những lần dụng võ của ông trước những lời thách đấu đều khiến khán giả không bao giờ quên: Năm 1958 tại Đà Lạt, sau khi khi biểu diễn công phu cho hàng chục chiếc xe lăn qua người, ông nhận lời thách đấu và đã dùng Thiết sa chưởng đánh gãy chân một võ sĩ người Campuchia có biệt danh "Thiết cước", vốn nổi tiếng với cú đá thần tốc và cứng như sắt có thể hạ gục được trâu bò. Hoặc năm 1960 võ sư so găng với Tăng Bình ở Chợ Lớn. Khi Tăng Bình khoe đã học được nhiều đòn cước độc và đòi tỷ thí với võ sư, ông đã dùng chính đòn thế của Bình để trị Bình trước đông đảo quan khách do Bình mời đến tham dự và sau khi hô hấp nhân tạo cho Bình xong, ông lặng lẽ ra về.
- Người Ý gọi tôi là "ummo" (người ngoài hành tinh), nhưng tôi nói tôi chỉ là người Việt Nam: Nhận định sau chuyến ông lưu diễn tại Ý năm 1991.
- Võ nghiệp không nuôi nổi tôi, nhưng tôi nhớ quá và trở lại. Vả lại, tôi là chưởng môn nhân của Hồng gia, không truyền lại võ học mà môn phái sở đắc, tôi đắc tội với sư phụ, với tổ sư Hồng Hy Quan: Võ sư nói về lần tái xuất giang hồ năm 1985, sau nhiều năm ông giã từ nghiệp võ để theo nghề phay, tiện kiếm sống tại Mỹ Tho.
- Tôi không mở võ đường vì võ sinh chân chính trước hết là một người đức độ, sau mới là võ công: Trả lời phỏng vấn về việc "sao ông không mở võ đường để truyền lại tuyệt học" của phóng viên Ngọc Hoàng trên báo Sổ tay Võ thuật số 57.
- Các em học võ bây giờ phần lớn chỉ là lên đấu để đoạt huy chương. Nhiều em học xong, bước ra ngõ là quên mất tình thầy trò. Học võ nhưng nhiều em lại tỏ ra khá ngông nghênh, ngang tàng bởi thiếu một chữ "NHẪN": Trả lời phỏng vấn khi xuất phát từ chuyện "thật giả khó phân" của một số người mãi võ, một số phóng viên đã hỏi quan niệm của ông về chữ "Đạo", đạo đức và tư cách của người học võ ngày nay.

## Đánh giá của thế giới
Trong chuyến lưu diễn và giảng dạy võ thuật tại Ý năm 1991, được thưởng thức những công phu đặc dị do ông thi triển, người Ý đã kinh ngạc thán phục gọi ông là "ummo", tức "người ngoài hành tinh".
Trong cuốn sách Những người có khả năng siêu phàm do Nhà xuất bản Kindersley ấn hành năm 1991 tại Luân Đôn và tái bản năm 1992 tại California, võ sư Hà Châu được xếp vào một trong ba kỳ nhân thế giới với những tuyệt kỹ công phu nói trên. Hai người còn lại là một thuật sĩ Yoga (người Ấn Độ) chôn sống dưới cát cả tháng trời vẫn khỏe và võ sư Hohen Soken ở quần đảo Okinawa Nhật Bản biểu diễn quyền thuật trên tấm ván mỏng thả trên mặt nước.